# Dorothy Dandridge
Dorothy Jean Dandridge, conhecida pelo nome artístico de Dorothy Dandridge (Cleveland, 9 de novembro de 1922 – West Hollywood, 8 de setembro de 1965) foi uma atriz, dançarina e cantora estadunidense. É reconhecida como a primeira atriz negra a ser indicada ao Oscar de melhor atriz, em 1954, pelo filme Carmen Jones. Dorothy foi cantora em locais como o Cotton Club e Apollo Theatre, tendo sido parte também do The Dandridge Sisters, tendo participado de uma série de filmes, em geral sem ter o nome devidamente creditado. Em 1959, foi indicada ao Globo de Ouro do musical Porgy and Bess. Em 1999, foi tema de um filme da HBO chamado Introducing Dorothy Dandridge, com Halle Berry no papel de Dorothy. Também foi a primeira mulher negra a aparecer na capa da revista Life e a se apresentar no Waldorf-Astoria Hotel.

## Biografia

### Vida pessoal
Dorothy Dandridge nasceu em Cleveland, Ohio, em 1922, filha de Ruby Dandridge (1900-1987) e Cyril Dandridge (1895-1989), bilheteiro e ministro episcopal, que se separou de sua mãe logo após seu nascimento. Ruby criou um espetáculo de dança para as duas filhas, Vivian e Dorothy, com o nome de The Wonder Children, agenciado por Geneva Williams. As irmãs excursionaram pelo sul dos Estados Unidos por cinco anos quase ininterruptos e raramente indo à escola, enquanto Ruby trabalhava se apresentando em Cleveland.
Nos anos da Grande Depressão, o trabalho para as irmãs Dandridge praticamente desapareceu, assim como para muitos artistas do circuito. Ruby se mudou então para Hollywood, onde encontrou trabalho em uma empresa que atendia a rádios e estúdios. Com a mudança de cidade, Dorothy pode cursar o ensino médio na escola McKinley Junior High School.
The Wonder Children foi então renomeada para The Dandridge Sisters, em 1934, incluindo no grupo sua colega de escola, Etta James.

### Casamentos
Dorthy se casou com o dançarino Harold Nicholas em 6 de setembro de 1942, dando à luz à sua única filha, Harolyn Suzanne Nicholas, em 2 de setembro de 1943. A criança nasceu com lesão cerebral e após um relacionamento conturbado o casal se divorciou em outubro de 1951.
Enquanto filmava Carmen Jones, ela começou um caso com o diretor, Otto Preminger, que durou quatro anos, período no qual ele a aconselhava a apenas aceitar papéis de protagonista, algo do qual Dorothy se arrependeu depois. O relacionamento terminou depois que Otto revelou que não tinha planos de abandonar a esposa para ficar com ela.
Dorothy se casou em 22 de junho de 1959 com Jack Denison e se divorciaram em 1962 com alegações de violência doméstica e problemas financeiros. Dorothy descobriu que as pessoas responsáveis por cuidar de suas finanças a desfalcaram em um valor de 150 mil dólares e a deixaram com um débito com o governo federal por impostos atrasados na ordem de 139 mil dólares. Obrigada a vender sua casa em Hollywood e a colocar sua filha em uma instituição psiquiátrica em Camarillo, na Califórnia, Dorothy se mudou para um pequeno apartamento em West Hollywood.

## Carreira

### Início
The Dandridge Sisters continuou se apresentando por longos anos, incluindo grandes clubes como o Cotton Club e o Apollo Theater. Seu primeiro papel no cinema foi uma ponta em uma comédia chamada Teacher's Beau, em 1935. Como integrante do trio, ela participou de The Big Broadcast of 1936 (1936), com Bill "Bojangles" Robinson, A Day at the Races com Irmãos Marx, It Can't Last Forever, ambos em 1937, com os Jackson Brothers. Mesmo sendo estar pequenas participações e pontas, Dorothy começou a ganhar reconhecimento, enquanto continuava a se apresentar em clubes pelo país.
Seu primeiro papel devidamente creditado a seu nome foi Four Shall Die (1940), onde ela era uma assassina e o papel teve pouco impacto em sua carreira. Fez pequenas participações em Lady from Louisiana, com John Wayne e Sundown, com Gene Tierney, ambos em 1941 e no musical do mesmo ano, Sun Valley Serenade para a 20th Century Fox. Esta foi a primeira vez que ela contracenou com Nicholas Brothers.
Por toda a década de 1940, Dorothy fez pequenas participações em filmes e musicais, a maioria de pouca expressão em sua carreira. Seus atributos físicos e grande beleza eram amplamente discutidos em revistas e pelos diretores de estúdios, que exploravam seu corpo em clipes e closes nas gravações.

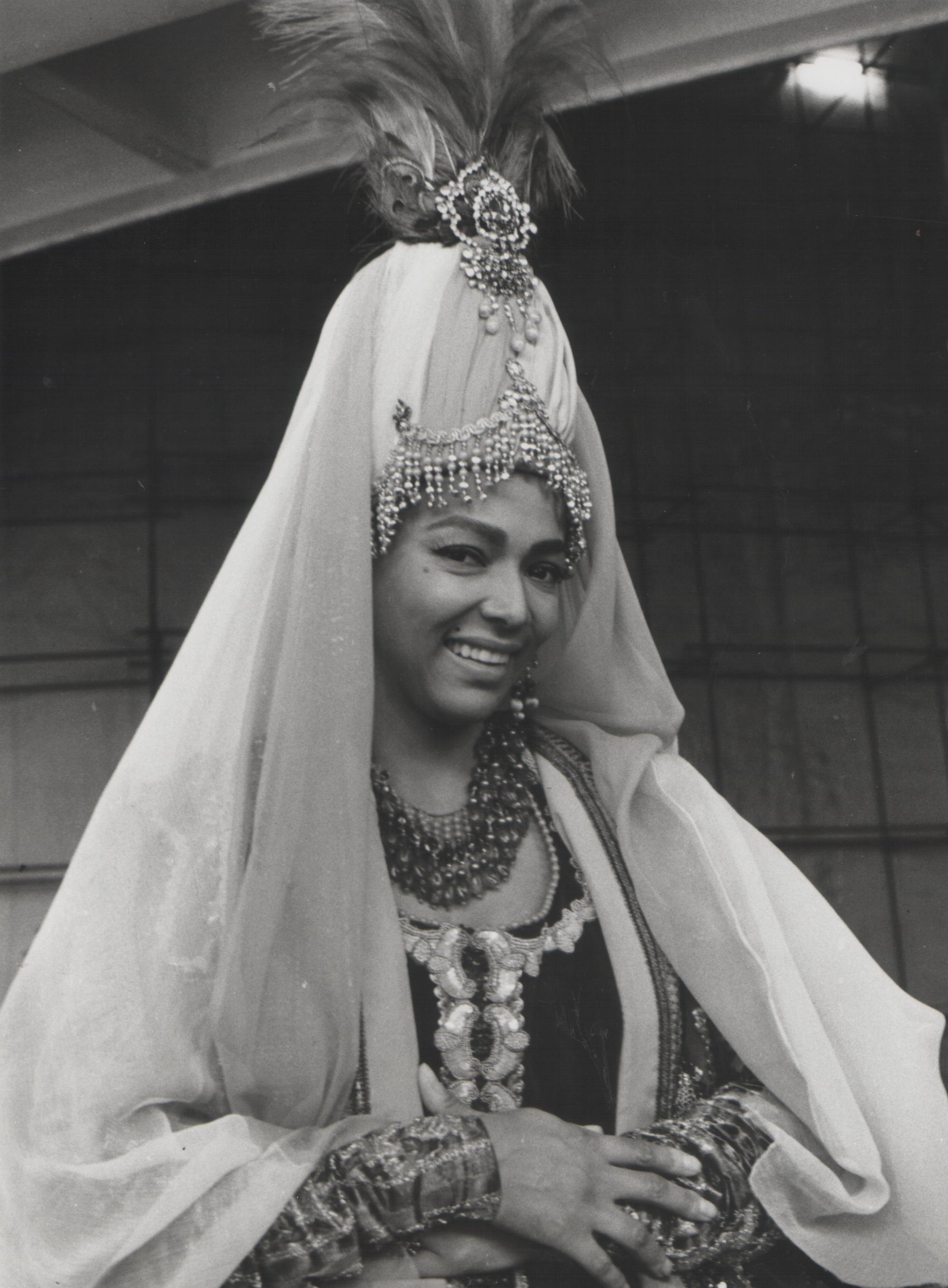
Dorothy Dandridge no trailer do filme Terror no Mar (1958)

Em dezembro de 1952, um agente da Metro-Goldwyn-Mayer assistiu a uma apresentação de Dorothy e a recomendou ao produtor Dore Schary, que a escalou para o papel de Jane Richards, em Bright Road, seu primeiro papel de destaque, onde ela foi reconhecida como uma "atriz emotiva e maravilhosa". Ela ainda se apresentava em clubes depois das gravações e apareceu em diversos programas de variedades na televisão, incluindo o programa de Ed Sullivan's Toast of the Town.

### Carmen Jones
Em 1953, a 20th Century Fox começou uma busca nacional para escalar o elenco da adaptação do musical de sucesso da Broadway, Carmen Jones, derivado da opera de Bizet, Carmen, adaptada para o cenário da centrado na população negra do pós-Segunda Guerra. No começo, o diretor Otto Preminger não considerou Dorothy para o papel principal, achando sua aparência sofisticada demais. Audaciosamente, Dorothy reinventou a aparência da personagem com a ajuda de maquiadores e confrontou Otto em seu escritório, que a escalou prontamente e completou o elenco, junto de Harry Belafonte, Pearl Bailey, Brock Peters, Diahann Carroll, Madame Sul-Te-Wan (sem créditos), Olga James e Joe Adams.
Mesmo sendo conhecida por seu talento como cantora, o estúdio queria que ela cantasse com o tom das óperas tradicionais. Então sua voz foi dublada por Marilyn Horne. Carmen Jones recebeu críticas positivas e faturou alto nas bilheterias em 28 de outubro de 1954, a estreia, com 70 mil dólares na primeira semana e mais 50 mil em seguida. Sua performance sedutora logo a elevou ao status de sex symbol, mas também lhe deu críticas positivas pelo papel. Em 1º de novembro de 1954, Doroty foi a primeira mulher negra na capa da revista Life.
O longa se tornou um sucesso mundial, arrecadando mais de 10 milhões de dólares em bilheteria e se tornando um dos filmes mais lucrativos daquele ano. Dorothy foi indicada ao Oscar de Melhor Atriz, tornando-se a primeira atriz negra indicada na categoria principal, dividindo as indicações com as atrizes Grace Kelly, Audrey Hepburn, Judy Garland e Jane Wyman. Grace Kelly levou o prêmio, mas Dorothy foi a sensação da noite.
Em 15 de fevereiro de 1955, ela assinou um contrato para três filmes com a 20th Century Fox, a mando do próprio diretor do estúdio, Darryl F. Zanuck. Seu principal plano para Dorothy era o de torná-la um ícone negro das telas.

## Morte
Em 8 de setembro de 1965, Dandridge falou ao telefone com o amigo Gerry Branton. Ela ia para Nova York no dia seguinte para se preparar para o noivado na boate Basin Street East. Várias horas após a sua conversa com Branton, Dandridge foi encontrada morta por seu empresário, Earl Mills, com apenas 42 anos, de causas desconhecidas, porém alguns biógrafos argumentam que ela tenha sofrido uma embolia pulmonar ou overdose acidental de imipramina, um antidepressivo tricíclico. Em 12 de setembro de 1965, um funeral privado foi realizada para Dorothy na Capelinha das Flores. Ela foi cremada e suas cinzas foram sepultadas no Mausoléu da Liberdade, no Forest Lawn Memorial Park, em Glendale, Califórnia.

## Indicações a prêmios
BAFTA Film Awards
- 1956: Melhor atriz estrangeira por Carmen Jones

Globo de Ouro
- 1960: Melhor atriz num filme comédia ou musical por Porgy and Bess

Oscar
- 1955: Melhor atriz principal por Carmen Jones

## Palcos
- Swingin' the Dream (1939)
- Meet the People (1941)
- Jump for Joy (1941)
- Sweet 'n' Hot (1944)
- Crazy Girls (1952)
- West Side Story (1962)
- Show Boat (1964)